# Cordon ombilical
Cordonul ombilical este un conduct cilindric lung de 50-60 cm, care leagă fătul de placentă, asigurând astfel schimburile nutritive dintre organismul mamei și al fătului.
Este compus din gelatina Wharton, o venă (care transportă sângele oxigenat și nutrienții) și două artere (care transportă sângele neoxigenat, epuizat de nutrienți).
La naștere, cordonul ombilical se taie și se leagă, moment după care fătul începe să respire.
Se mai lasă o porțiune mică din cordon care ulterior va deveni ombilicul.

## Legături externe
- Materiale media legate de Cordon ombilical la Wikimedia Commons